# Arteria circumflexa femoris lateralis

Schematische Darstellung der Arterien des Oberschenkels

Die Arteria circumflexa femoris lateralis („außenseitige, den Oberschenkelknochen umgreifende Schlagader“) ist eine Schlagader der unteren Extremität im Bereich des Oberschenkels.
Die Arteria circumflexa femoris lateralis entspringt beim Menschen zumeist aus der Arteria profunda femoris, gelegentlich auch direkt aus der Arteria femoralis. Sie zieht unter dem Musculus sartorius und dem Musculus rectus femoris und teilt sich in drei Äste:
- Der Ramus ascendens („aufsteigender Ast“) zieht unter dem Musculus tensor fasciae latae kranial und anastomosiert mit einem Ast der Arteria circumflexa femoris medialis. Er versorgt den Kopf und Hals des Oberschenkelknochens.
- Der Ramus descendens („absteigender Ast“) zieht unter dem Musculus rectus femoris kaudal und durchbohrt den Musculus vastus lateralis. Im Bereich des Knies anastomosiert er mit einem Ast der Arteria poplitea.
- Der Ramus transversus („querverlaufender Ast“) zieht durch den Musculus vastus lateralis und anastomosiert im Bereich des Hüftgelenks mit Ästen der Arteria circumflexa femoris medialis, der Arteria glutaea inferior sowie dem Ramus perforans I der Arteria profunda femoris.